# Peak Performers de la WNBA
El premio Peak Performers de la WNBA (WNBA Peak Performers) se otorga cada año por la Asociación Nacional de Baloncesto Femenina (Women's National Basketball Association) o (WNBA) desde su temporada inaugural, se otorgó a las jugadoras campeonas de tiros por conferencia en 1997. Luego se cambió el modo a jugadoras líderes en porcentaje de tiros de campo y porcentaje de tiros libres desde 1998 hasta 2001, después el modo de premio fue cambiado a jugadoras líderes en anotación y rebotes por temporada. Este modo permaneció desde 2002 hasta 2005, luego se decidió colocar las jugadoras líderes en asistencia, de forma que el modo actual de este premio son la jugadoras que lideren la liga WNBA en anotación, rebote y asistencias.
Tina Charles y Courtney Vandersloot han ganado la mayor cantidad de premios "Peak Performers" en su carrera, con seis. Charles ha ganado dos premios de anotación y cuatro premios de rebote; todos los premios de Vandersloot son asistencias. Diana Taurasi ha ganado 5 premios Peak Performers en totales, Lauren Jackson ha ganado 4 premios Peak Performers en totales, Chamique Holdsclaw, Lindsay Whalen, Candace Parker y Jonquel Jones han ganado 3 premios de "Peak Performers" en totales cada una, mientras que Murriel Page, Cheryl Ford, Angel McCoughtry, Courtney Paris, Sue Bird, Sylvia Fowles y Brittney Griner son las únicas otras jugadoras en conseguir este premio más de una vez.

## Ganadoras
| Año  | Campeona de tiros Conferencia Este | Equipo          | Campeona de tiros Conferencia Oeste | Equipo             |
| ---- | ---------------------------------- | --------------- | ----------------------------------- | ------------------ |
| 1997 | Andrea Congreaves                  | Charlotte Sting | Haixia Zheng                        | Los Angeles Sparks |

| Año  | Porcentaje de tiros de campo | Equipo             | Porcentaje de tiros libre | Equipo            |
| ---- | ---------------------------- | ------------------ | ------------------------- | ----------------- |
| 1998 | Isabelle Fijalkowski         | Cleveland Rockers  | Sandy Brondello           | Detroit Shock     |
| 1999 | Murriel Page                 | Washington Mystics | Eva Nemcova               | Cleveland Rockers |
| 2000 | Murriel Page (2)             | Washington Mystics | Jennifer Azzi             | Utah Starzz       |
| 2001 | Latasha Byears               | Los Angeles Sparks | Elena Baranova            | Miami Sol         |

| Año  | Anotación          | Equipo             | PPG  | Rebotes                | Equipo             | RPG  |
| ---- | ------------------ | ------------------ | ---- | ---------------------- | ------------------ | ---- |
| 2002 | Chamique Holdsclaw | Washington Mystics | 19.9 | Chamique Holdsclaw     | Washington Mystics | 11.6 |
| 2003 | Lauren Jackson     | Seattle Storm      | 21.2 | Chamique Holdsclaw (2) | Washington Mystics | 10.9 |
| 2004 | Lauren Jackson (2) | Seattle Storm      | 20.5 | Lisa Leslie            | Los Angeles Sparks | 9.9  |
| 2005 | Sheryl Swoopes     | Houston Comets     | 18.6 | Cheryl Ford            | Detroit Shock      | 9.8  |
| 2006 | Diana Taurasi      | Phoenix Mercury    | 25.3 | Cheryl Ford (2)        | Detroit Shock      | 11.3 |

| Año  | Anotación            | Equipo             | PPG  | Rebotes            | Equipo             | RPG  | Asistencias              | Equipo                   | APG  |
| ---- | -------------------- | ------------------ | ---- | ------------------ | ------------------ | ---- | ------------------------ | ------------------------ | ---- |
| 2007 | Lauren Jackson (3)   | Seattle Storm      | 23.8 | Lauren Jackson     | Seattle Storm      | 9.7  | Becky Hammon             | San Antonio Silver Stars | 5.0  |
| 2008 | Diana Taurasi (2)    | Phoenix Mercury    | 24.1 | Candace Parker     | Los Angeles Sparks | 9.5  | Lindsay Whalen           | Connecticut Sun          | 5.4  |
| 2009 | Diana Taurasi (3)    | Phoenix Mercury    | 20.4 | Candace Parker (2) | Los Angeles Sparks | 9.8  | Sue Bird                 | Seattle Storm            | 5.8  |
| 2010 | Diana Taurasi (4)    | Phoenix Mercury    | 22.6 | Tina Charles       | Connecticut Sun    | 11.7 | Ticha Penicheiro         | Los Angeles Sparks       | 6.9  |
| 2011 | Diana Taurasi (5)    | Phoenix Mercury    | 21.6 | Tina Charles (2)   | Connecticut Sun    | 11.0 | Lindsay Whalen (2)       | Minnesota Lynx           | 5.9  |
| 2012 | Angel McCoughtry     | Atlanta Dream      | 21.4 | Tina Charles (3)   | Connecticut Sun    | 10.5 | Lindsay Whalen (3)       | Minnesota Lynx           | 5.4  |
| 2013 | Angel McCoughtry (2) | Atlanta Dream      | 21.5 | Sylvia Fowles      | Chicago Sky        | 11.5 | Danielle Robinson        | San Antonio Silver Stars | 6.7  |
| 2014 | Maya Moore           | Minnesota Lynx     | 23.9 | Courtney Paris     | Tulsa Shock        | 10.2 | Diana Taurasi            | Phoenix Mercury          | 5.7  |
| 2015 | Elena Delle Donne    | Chicago Sky        | 23.4 | Courtney Paris (2) | Tulsa Shock        | 9.3  | Courtney Vandersloot     | Chicago Sky              | 5.8  |
| 2016 | Tina Charles         | New York Liberty   | 21.5 | Tina Charles (4)   | New York Liberty   | 9.9  | Sue Bird (2)             | Seattle Storm            | 5.8  |
| 2017 | Brittney Griner      | Phoenix Mercury    | 21.9 | Jonquel Jones      | Connecticut Sun    | 11.9 | Courtney Vandersloot (2) | Chicago Sky              | 8.1  |
| 2018 | Liz Cambage          | Dallas Wings       | 23.0 | Sylvia Fowles (2)  | Minnesota Lynx     | 11.9 | Courtney Vandersloot (3) | Chicago Sky              | 8.6  |
| 2019 | Brittney Griner (2)  | Phoenix Mercury    | 20.7 | Jonquel Jones (2)  | Connecticut Sun    | 9.7  | Courtney Vandersloot (4) | Chicago Sky              | 9.1  |
| 2020 | Arike Ogunbowale     | Dallas Wings       | 22.8 | Candace Parker (3) | Los Angeles Sparks | 9.7  | Courtney Vandersloot (5) | Chicago Sky              | 10.0 |
| 2021 | Tina Charles (2)     | Washington Mystics | 23.4 | Jonquel Jones (3)  | Connecticut Sun    | 11.2 | Courtney Vandersloot (6) | Chicago Sky              | 8.6  |
| 2022 | Breanna Stewart      | Seattle Storm      | 21.8 | Sylvia Fowles (3)  | Minnesota Lynx     | 9.8  | Natasha Cloud            | Washington Mystics       | 7.0  |
| 2023 | Jewell Loyd          | Seattle Storm      | 24.7 | Alyssa Thomas      | Connecticut Sun    | 9.9  | Courtney Vandersloot (7) | New York Liberty         | 8.1  |
| 2024 | A'ja Wilson          | Las Vegas Aces     | 26.9 | Angel Reese        | Chicago Sky        | 13.1 | Caitlin Clark            | Indiana Fever            | 8.4  |

- En 1997, el premio Peak Performers fueron para las "campeonas de tiro" de cada conferencia.
- En 1998 hasta 2002, el premio Peak Performers fueron para jugadores que tuvieron el mejor porcentaje de tiros de campo y porcentaje de tiros libres.
- En 2007, ya que Lauren Jackson fue el líder de la liga en anotaciones y rebotes, la WNBA agregó un premio Peak Permorfer que se entregará al líder de la liga en asistencias por juego en la temporada regular, el cual se le concedió a Becky Hammon por liderar la liga.
- En 2008, la WNBA agregó la líder de la liga en asistencias por partido a la adjudicación Peak Performers.

Legend
|  | Récord de la WNBA        |
|  | MVP de temporada regular |